# Hoplia pontica
Hoplia pontica är en skalbaggsart som beskrevs av Rudolph Petrovitz 1967. Hoplia pontica ingår i släktet Hoplia och familjen Melolonthidae. Inga underarter finns listade i Catalogue of Life.